# Antonino Mango di Casalgerardo

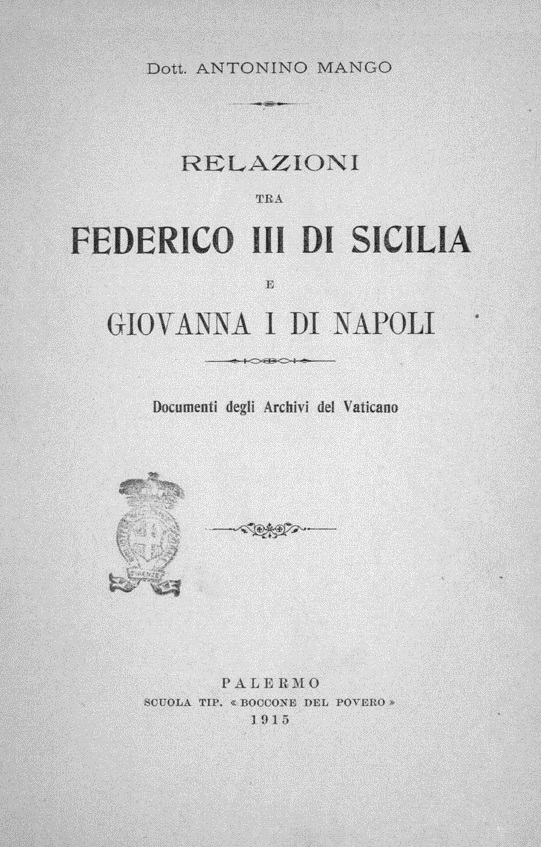
Relazioni tra Federico III di Sicilia e Giovanna I di Napoli: documenti degli archivi del Vaticano, 1915

Antonino Mango, marchese di Casalgerardo (Palermo, 26 gennaio 1876 – Milano, 30 gennaio 1948) è stato un araldista e storico italiano.

## Biografia
Nacque a Palermo il 26 gennaio 1876 da Giuseppe, marchese di Casalgerardo, e Giuseppa Coppola.
La sua opera più nota è Il nobiliario di Sicilia, edito in due volumi fra il 1912 e il 1915 in cui, sulla base di documenti ufficiali e riprendendo opere di storici quali Filadelfo Mugnos e Francesco Maria Emanuele Gaetani, marchese di Villabianca, elenca le famiglie nobili siciliane, indicandone le origini, gli esponenti principali e soprattutto gli stemmi. L'opera è un testo fondamentale per gli studiosi di araldica e genealogia siciliana.

## Opere
- Lo stemma di Palermo, Direzione del Giornale araldico Editore, Bari, 1895
- I titoli di Don concessi in Sicilia dal secolo XVI, Palermo, 1896.
- Nota sull'elenco provvisorio delle famiglie nobili e titolari della Regione siciliana, A. Reber Editore, Palermo, 1897
- La mastra nobile di Palermo, Palermo, 1898
- Dell'ingresso e dimora di Vittorio Amedeo II di Savoia in Palermo e della sua acclamazione a re di Sicilia avvenuta in Polizzi e Castronovo, 1713-1714: con documenti inediti, A. Reber Editore, Palermo, 1899
- Sul titolo di duca di Montalbo: appunti e documenti, A. Reber Editore, Palermo, 1899
- Filiberto Emanuele di Savoia e Filippo Paruta, Direzione dell'Archivio Araldico Siciliano, Palermo
- La nobiltà in Sicilia per la legge del 1756, Palermo, 1899
- La luogotenenza generale in Sicilia offerta al cardinal Tommaso dei Marchesi Arezzo, 1823: appunti, con carteggio inedito, Palermo, 1901
- Sui titoli di barone e di signore in Sicilia: ricerche storico-giuridiche, A. Reber Editore, Palermo, 1904
- Federico III di Sicilia e Margherita di Durazzo: appunti e documenti, Palermo, 1905
- Nobiliario di Sicilia, A. Reber Editore, 1912-15
- Relazioni tra Federico III di Sicilia e Giovanna I di Napoli: documenti degli archivi del Vaticano, Palermo, Scuola Tip. Boccone del Povero, 1915.
- Archivio araldico siciliano (periodico, 1901-)